# William Berryman Scott
Pour les articles homonymes, voir Berryman, Scott et William Scott.
 (mars 2019).
Si vous disposez d'ouvrages ou d'articles de référence ou si vous connaissez des sites web de qualité traitant du thème abordé ici, merci de compléter l'article en donnant les références utiles à sa vérifiabilité et en les liant à la section « Notes et références ».
William Berryman Scott (12 février 1858-29 mars 1947) est un paléontologue américain, spécialiste des vertébrés.

## Biographie
Il étudie à l'université de Princeton puis à l'université de Heidelberg où il obtient son Ph.D. en 1880. Il a comme professeur Thomas Henry Huxley et Karl Gegenbaur. Il se marie avec Alice Adeline Post le 15 décembre 1883.
Il est professeur de géologie et de paléontologie à l'université de Princeton de 1884 à 1930 ainsi que directeur du département de géologie de cette université de sa création en 1904 jusqu'en 1930.
Il se spécialise dans la paléontologie des vertébrés, ses études des mammifères terrestres de l'hémisphère nord font autorité, son A history of land mammals in the western hemisphere. est considéré comme une classique du genre.
Scott est aussi l'auteur principal d'une série de monographies sur le groupe des mammifères de l'Oligocène de la White River. Durant sa carrière il écrit plus de 150 articles ainsi que des livres orientés vers le grand public ou les collèges, par exemple An Introduction to Geology.
Tout comme son ami et collègue Henry Fairfield Osborn, Scott est anti-darwiniste et prône des théories de l'évolution différentes comme l'orthogenèse.

## Récompenses
Il reçoit la médaille Penrose de la Geological Society of America en 1939 et la médaille Wollaston en 1910.

## Liste partielle des publications
- 1895 : The osteology and relations of Protoceras. Boston, Ginn & company. 1 p.l., [303]-374. 3 pl. (2 fold.) diagr. 26 cm.
- 1897 : An introduction to geology (Macmillan, New York) – Exemplaire numérique sur Archive.org.
- 1901-1932 : Reports of the Princeton University Expeditions to Patagonia, 1896-1899, université de Princeton, [v. 1, 1903] 8 v. in 13. illus. (part col.) maps (part fold., part col.) tables. 34 cm.
- Geological climates.
- 1913 : A history of land mammals in the western hemisphere. illustration et dessin par Bruce Horsfall. (The MacMillan Company, New York) – Exemplaire numérique sur Archive.org.
- 1917 : The theory of evolution, with special reference to the evidence upon which it is founded (The Macmillian company, New York) – Exemplaire numérique sur Archive.org.
- 1939 : Some memories of a palaeontologist. Princeton, Princeton university press. 4 p.l., 336 p. front. (port.) 24 cm.